# Kam-Taitalen
De Kam-Taitalen vormen een taalfamilie, een van de Kra-Daitalen, die 60 talen omvat. Deze talen zijn:
- Kam-Taitalen
  - Be-Taitalen
    - Be
    - Taitalen
    - Saek

  - Lakkia-Kam-Suitalen
    - Lakkia-Biaotalen
      - Lakkia
      - Biao

    - Kam-Suitalen
      - Ai-Cham
      - Cao Miao
      - Noordelijk Dong
      - Zuidelijk Dong
      - Kang
      - Mak
      - Mulam
      - Maonan
      - Sui
      - T'en